# Koperkwintet nr. 1
Vagn Holmboe schreef twee koperkwintetten die hij allebei de titel Kvintet meegaf, maar internationaal aangeduid worden als Messingkvintet.
Het eerste ontstond uit een ontmoeting die Holmboe had met het New York Brass Quintet, dat verbleef in het Deense Ramløse. Bijzonder is dat de componist geen enkele toelichting gaf bij het werk. De première van het werk vond plaats in New York; het is onbekend of de componist erbij aanwezig was. 
Het werk bestaat uit vier delen:
1. Poco lento (een openingsfanfare)
2. Allegro (nadruk op samenspel)
3. Adagio (Holmboe specialiteit, inspiratie uit Oost-Europese volksmuziek met onder andere een 5/4-maatsoort)
4. Vivace (nadruk op virtuositeit en contrapunt; verwijst aan het eind naar de openingsfanfare)

Het koperkwintet werd in 1983 opgenomen in de Påskallavik Kerk in Zweden en wel door een ensemble dat zich het Zweeds Blaas Kwintet noemde bestaande uit Anders Garpared (hoorn, Kent Jonsson, Urban Eriksson (trompet), Christian Lindberg (trombone) en Christer Palm (tuba. In 2021 zijn er zes opnamen te koop. De muziekuitgeverij Edition Wilhelm Hansen meldt in dat jaar dat het in de jaren tien drie keer is uitgevoerd. 
Het tweede (opus 136) componeerde hij rond 1982 voor het Kopenhagen Blaas Kwintet ter gelegenheid van haar tienjarig bestaan.